# The End (American Horror Story)
"The End" é o primeiro episódio da oitava temporada da série de televisão antológica American Horror Story. Foi ao ar em 12 de setembro de 2018 na FX. O episódio foi escrito por Ryan Murphy & Brad Falchuk e dirigido por Bradley Buecker.

## Enredo
Num futuro próximo, a bilionária Coco St. Pierre Vanderbilt (Leslie Grossman) faz o cabelo com Mr. Gallant (Evan Peters). Sua assistente, Mallory (Billie Lourd), traz seus sucos pressionados para um post no Instagram, quando uma notificação sobre um míssil nuclear aparece nos celulares de todos. Coco acredita que isso seja uma farsa, mas seu pai liga para que ela entre no jato particular e que ele e sua família morram em Hong Kong. De repente, no final da chamada, a bomba detona em Hong Kong. O caos segue em Santa Monica, e Coco chama seu marido Brock para falar sobre o jato particular. Enquanto Mallory e Coco dirigem para o aeroporto, alguém comete suicídio pulando no carro para evitar a explosão. Coco e Mallory chegam ao avião, e Gallant chega com sua avó, Evie Gallant (Joan Collins), implorando a Coco pelos dois espaços extras. Uma multidão começa a se aproximar do avião, forçando os quatro a decolar sem Brock. Como estão no ar, Mallory descobre que o avião não tem piloto. A explosão nuclear atinge, destruindo Los Angeles, forçando o avião a cair.
Enquanto isso, quarenta minutos antes da explosão, Timmy Campbell (Kyle Allen) fica sabendo de sua aceitação para a UCLA e celebra com sua família. Com a notícia do novo míssil, os guardas chegam a casa deles e levam Timmy para um local seguro, porque ele tem uma composição genética especial, tirada de um site de ancestralidade. Timmy e outra garota chamada Emily (Ash Santos) são levadas para o Outpost 3, um bunker de proteção com o objetivo de reconstruir o mundo após o apocalipse nuclear. É dirigido por Wilhemina Venable (Sarah Paulson), uma mulher rigorosa e sádica, que pune com a intenção de subjugar os residentes. Sua assistente brutal, Miriam Mead (Kathy Bates), a ajuda nesses planos. No Outpost 3, explica-se que existem duas castas: púrpura: aquelas que foram escolhidas ou compradas no Outpost 3 e cinza: as operárias. Existem regras rígidas, incluindo o fato de que elas não podem sair ou ter relações sexuais. Dois cinzas encontrados fazendo sexo foram executados do lado de fora do Outpost, quando Timmy e Emily entraram. Na sala de estar, estão reunidos Coco, Mallory, Timmy, Emily, Gallant, Evie, Andre (Jeffrey Bowyer-Chapman) e seu namorado Stu (Chad James Buchanan), e a apresentadora Dinah Stevens (Adina Porter), mãe de Andre. Todos eles devem se vestir formalmente e participar de reuniões sociais, e sua comida é um simples cubo de nutrientes vitais.
O tempo passa e a vida restante na Terra é destruída pelo inverno nuclear. O racionamento é baixo e os moradores se cansam com a falta de comida e armadilhas. Isso culmina em Miriam planejando sequestrar o contador Geiger para ler que um dos homens purpúros deixou o complexo. Ele é morto e desconhecido pelos moradores, cozido em um ensopado. Na metade do jantar, eles percebem que é humano e começam a vomitar. Evie indiferentemente termina o ensopado. As tensões continuam a crescer no Outpost e, com a mudança da música eterna no salão, todos acreditam que estão sendo salvos. Eles esperam dezoito meses sem resgate. Enquanto isso, Timmy e Emily constroem um relacionamento romântico, onde são permitidos dar apenas um beijo por mês para evitar a insanidade.
Aos dezoito meses, um homem chega com o nome de Michael Langdon (Cody Fern), que afirma que os outros Outposts foram ultrapassados, e que restam apenas quatro, incluindo o Outpost 3, e os outros três não sobreviverão. Michael afirma que seu dever é testar quem está mais apto para ser verdadeiramente salvo.

## Recepção
Kat Rosenfield da Entertainment Weekly deu ao episódio um A−. Ela gostou do desempenho de Paulson, chamando-a de "fabulosamente severa", e apreciou que o episódio não usasse os habituais traços pós-apocalípticos. Ela também elogiou os figurinos usados pelos personagens, dizendo que "todo mundo parece fabuloso" e que o episódio fez com que "o apocalipse parecesse o maior show de tributo a Prince do mundo".
Matt Fowler da IGN deu o episódio a 6,4 de 10, com uma revisão mista. Ele disse, "American Horror Story inclinou-se para o acampamento e comédia, incluindo alguns saltos de tempo para rir, para nos acelerar através de um episódio de set-up atrevido que poderia ter sido realmente perturbador e assustador. Em algum lugar abaixo da linha, a franquia parou uniformemente misturando seus elementos sinistros e gracejos sarcásticos e isso funcionou para acabar com o programa um pouco. No começo e no final do episódio, no entanto, com o êxodo de Los Angeles e a chegada do anticristo, ajudou a consertar as coisas."
Pelo The A.V. Club, Molly Horan classificou o episódio como B−, criticando-o por não ser assustador o suficiente.